# Championnat de Turquie de football 1995-1996
Navigation
Saison précédente Saison suivante
La saison 1995-1996 du Championnat de Turquie de football est la 38e édition de la première division turque, la 1. Turkiye Lig. Les 18 équipes sont regroupées au sein d'une poule unique, où chaque équipe affronte tous les adversaires de sa poule 2 fois, à domicile et à l'extérieur. Il y a désormais 3 places qualificatives pour la Coupe Intertoto.
Fenerbahce SK termine en tête du championnat cette année. C'est le 13e titre de champion de son histoire.

## Les 18 clubs participants
| - Galatasaray - Vanspor - Altay Izmir - Eskisehirspor - Promu de D2 - Bursaspor - Antalyaspor - Istanbulspor - Promu de D2 - Kocaelispor - Karşıyaka SK - Promu de D2 | - Fenerbahce SK - Besiktas JK - Ankaragücü - Trabzonspor - Genclerbirligi - Samsunspor - Gaziantep SK - Kayserispor - Denizlispor |

## Compétition

### Classement
Le barème de points servant à établir le classement se décompose ainsi :
- Victoire : 3 points
- Match nul : 1 point
- Défaite : 0 point

| Rang | Équipe             | Pts | J  | G  | N  | P  | Bp | Bc | Diff |
| ---- | ------------------ | --- | -- | -- | -- | -- | -- | -- | ---- |
| 1.   | Fenerbahçe SK      | 84  | 34 | 26 | 6  | 2  | 68 | 19 | +49  |
| 2.   | Trabzonspor        | 82  | 34 | 26 | 4  | 4  | 79 | 24 | +55  |
| 3.   | Besiktas JK (T)    | 69  | 34 | 22 | 3  | 9  | 74 | 46 | +28  |
| 4.   | Galatasaray SK (C) | 68  | 34 | 21 | 5  | 8  | 67 | 38 | +29  |
| 5.   | Kocaelispor        | 59  | 34 | 16 | 11 | 7  | 61 | 43 | +18  |
| 6.   | Gaziantep SK       | 49  | 34 | 14 | 7  | 13 | 42 | 43 | -1   |
| 7.   | Antalyaspor        | 45  | 34 | 13 | 6  | 15 | 45 | 55 | -10  |
| 8.   | Samsunspor         | 43  | 34 | 12 | 7  | 15 | 46 | 46 | 0    |
| 9.   | Bursaspor          | 41  | 34 | 10 | 11 | 13 | 56 | 48 | +8   |
| 10.  | Genclerbirligi     | 41  | 34 | 10 | 11 | 13 | 41 | 48 | -7   |
| 11.  | MKE Ankaragücü     | 37  | 34 | 10 | 7  | 17 | 36 | 56 | -20  |
| 12.  | Altay Izmir        | 36  | 34 | 9  | 9  | 16 | 35 | 56 | -21  |
| 13.  | Istanbulspor (P)   | 35  | 34 | 8  | 11 | 15 | 46 | 57 | -11  |
| 14.  | Vanspor            | 35  | 34 | 8  | 11 | 15 | 32 | 50 | -18  |
| 15.  | Denizlispor        | 34  | 34 | 8  | 10 | 16 | 38 | 50 | -12  |
| 16.  | Kayserispor        | 32  | 34 | 7  | 11 | 16 | 41 | 61 | -20  |
| 17.  | Eskisehirspor (P)  | 32  | 34 | 10 | 2  | 22 | 40 | 68 | -28  |
| 18.  | Karşıyaka SK (P)   | 27  | 34 | 7  | 6  | 21 | 26 | 65 | -39  |

|  | Qualifié pour la Ligue des Champions 1996-1997 |
|  | Qualifié pour la Coupe des Coupes 1996-1997    |
|  | Qualifié pour la Coupe UEFA 1996-1997          |
|  | Qualifié pour la Coupe Intertoto 1996          |
|  | Relégation en 2. Lig                           |

## Bilan de la saison
| Tableau d'Honneur                  |                |
| Compétition                        | Vainqueur      |
| Championnat de Turquie de football | Fenerbahce SK  |
| Coupe de Turquie                   | Galatasaray SK |

| Qualifications européennes    |                                      |
| Ligue des Champions 1996-1997 | Qualifié                             |
| Premier tour                  | Fenerbahce SK                        |
| Coupe des Coupes 1996-1997    | Qualifié                             |
| Premier tour                  | Galatasaray SK                       |
| Coupe UEFA 1996-1997          | Qualifiés                            |
| Premier tour                  | Trabzonspor Besiktas JK              |
| Coupe Intertoto 1996          | Qualifiés                            |
| Phase de poules               | Kocaelispor Gaziantep SK Antalyaspor |

| Promotion et relégation |                                                                       |
| Relégués en 2e division | Kayserispor Eskisehirspor Karşıyaka SK                                |
| Promus en Super Lig     | Sariyer GK Istanbul Zeytinburnu SK Istanbul Çanakkale Dardanelspor AS |